# 徳安府

湖北省の徳安府の位置（1820年）

徳安府（とくあんふ）は、中国にかつて存在した府。宋代から民国初年にかけて、現在の湖北省孝感市一帯に設置された。

## 概要
1119年（宣和元年）、北宋により安州が徳安府に昇格した。徳安府は荊湖北路に属し、安陸・孝感・雲夢・応城・応山の5県を管轄した。
元のとき、徳安府は河南江北等処行中書省に属し、安陸・孝感・雲夢・応城の4県と随州に属する随・応山の2県、合わせて1州6県を管轄した。
1376年（洪武9年）、明により徳安府は徳安州に降格した。1380年（洪武13年）、徳安州は徳安府にもどされた。徳安府は湖広省に属し、直属の安陸・孝感・雲夢・応城の4県と随州に属する応山県、合わせて1州5県を管轄した。
清のとき、徳安府は湖北省に属し、安陸・雲夢・応城・応山・随州の1州4県を管轄した。
1913年、中華民国により徳安府は廃止された。